# Бернгард Густав Баден-Дурлахський
Бернгард Густав Баден-Дурлахський, O. S. B. (24 грудня 1631, замок Карлсбург — 26 грудня 1677, Гаммельбург, Бад-Кіссінген) — генерал-майор шведської армії. Після переходу в католицьку віру був абатом Фульди та Кемптена; кардинал.

## Біографія
Він був сином маркграфа Фрідріха V Баден-Дурлаха та його другої дружини Елеонори Сольмс-Лаубахської. Він був небожем і хрещеником короля Швеції Густава Адольфа. Він був хрещений як Густав Адольф і вихований у лютеранській вірі.
Як генерал-майор у шведській армії, він воював проти Польщі під час Другої Північної війни. Після подорожі Францією та Італією та тривалого перебування в Римі він прийняв католицизм 24 серпня 1660 року у францисканському монастирі Гермольсгайм у Мюцизі в Нижньому Ельзасі. Він взяв ім'я Бернгард Густав на честь благословенного маркграфа Бернгарда II.
У 1663 році вступив до венеційської армії і брав участь у Турецькій війні. Через рік він бився в битві при Сен-Готарді. У 1665 році він склав зброю, пішов у бенедиктинське абатство Райнау. В 1666 році він був призначений коад'ютором князя-єпископа Фульди. У 1668 році він також став коад'ютором абатства Кемптен. У 1671 році він став князем-єпископом Фульди та коад'ютором у Зігбурзькому абатстві.
24 серпня 1671 року папа Климент X зробив його кардиналом Санта-Сусанни. У 1676 році він брав участь у конклаві, який обрав папу Інокентія XI.
Він помер 26 грудня 1677 року в Гаммельбурзі, де його й поховали.